# Damn the Torpedoes
Damn the Torpedoes — третий студийный альбом рок-группы Tom Petty and the Heartbreakers, изданный в 1979 году.

## Об альбоме
С Damn the Torpedoes связан известный правовой спор. В 1979 году Shelter Records (лейбл, на котором записывались The Heartbreakers) был продан MCA Records, что вызвало недовольство Тома Петти. Музыкант отказался переходить на новый лейбл и компания была вынуждена уступить, создав специально для него Backstreet Records. Название альбома является ссылкой на фразу адмирала Дэвида Фаррагута «Damn the torpedoes, full speed ahead!», произнесённую им во время сражения в заливе Мобил.
Для коллектива Damn the Torpedoes стал существенным шагом вперёд. Альбом попал на рекордное для The Heartbreakers в то время 2-е место в Billboard 200. Коммерческий успех превысил все предыдущие альбомы, во много благодаря новому продюсеру Джимми Иовину. Журнал Rolling Stone назвал Damn the Torpedoes «одной из великих записей эпохи альбомного рока», в доказательство своих слов поместив альбом на 315-е место в своём списке «500 величайших альбомов всех времён».

## Список композиций
Слова и музыка всех песен — Тома Петти, за исключением «Refugee» и «Here Comes My Girl» — Петти в соавторстве с Майком Кэмпбеллом.
| №  | Название                            | Длительность |
| -- | ----------------------------------- | ------------ |
| 1. | «Refugee»                           | 3:22         |
| 2. | «Here Comes My Girl»                | 4:27         |
| 3. | «Even the Losers»                   | 4:01         |
| 4. | «Shadow of a Doubt (A Complex Kid)» | 4:25         |
| 5. | «Century City»                      | 3:45         |
| 6. | «Don’t Do Me Like That»             | 2:44         |
| 7. | «You Tell Me»                       | 4:35         |
| 8. | «What Are You Doin’ in My Life?»    | 3:27         |
| 9. | «Louisiana Rain»                    | 5:54         |

## Участники записи
The Heartbreakers
- Том Петти — вокал, 6- и 12-струнные гитары, губная гармоника
- Майк Кэмпбелл — 6- и 12-струнные гитары, слайд-гитара, клавишные, аккордеон, бас-гитара
- Бенмонт Тенч — фортепиано, орган, фисгармония, бэк-вокал
- Рон Блэр — электрогитара, бас-гитара
- Стэн Линч — ударные, бэк-вокал

Приглашённые музыканты:
- Дональд Данн — бас-гитара (в песне «You Tell Me»)
- Джим Келтнер — перкуссия (в песне «Refugee»)
- Фил Джонс — перкуссия

Технический персонал:
- Джимми Айовин[англ.] — музыкальный продюсер
- Том Петти — музыкальный продюсер

## Позиции в хит-парадах
Годовые итоговые чарты:
| Хит-парад (1980)                   | Позиция |
| ---------------------------------- | ------- |
| Австралия (Kent Music Report)      | 53      |
| Новая Зеландия (Recorded Music NZ) | 3       |
| США (Billboard Top Popular Albums) | 5       |